# 第二次奥尔良战役
奥尔良战役（法語：Bataille d'Orléans）是1870年12月2日至4日普法战争期间，在法国奥雷勒·德·帕拉迪纳的带领下的大约80,000法军，与普鲁士腓特烈·卡爾领导的第二军团和弗里德里希·弗朗茨二世领导的军团部分兵力，总共约有30,000普军，在奥尔良展开的战斗，最终以普鲁士的胜利而告终，普军成功占领了这座城市，并将法军分为两部分，阻止了法军解救巴黎的计划。
奥尔良战役在普法战争中由两个截然不同的战役组成；分别是1870年10月11日至11月5日，由路德维希·冯德坦恩-拉特扎姆豪森将军指挥的巴伐利亚第一军团占领并撤离了奥尔良。然后是1870年12月2日至4日，由普鲁士普魯士的腓特烈·卡爾亲王率领的第二军团与法国将领路易·多雷勒·德·帕拉迪纳指挥的卢瓦尔军团在奥尔良的战斗，但战略决定由身在图尔的莱昂·甘必大指挥。

## 战略背景
1870年9月的色当会战结束后，普鲁士军团大举入侵法国东部和北部地区，并向首都巴黎进军。被任命为内政和战争部长的莱昂·甘必大冒着生命危险，乘气球飞越普军封锁线离开巴黎，加入在图尔市的政府代表团后，召集分散在法国各地的部队，组织成新的军团，以抵抗普军的入侵。
聚集的法军包括从法国东部逃离的部队，尚未迁入的后备役人员，已经退役的士兵和平民志愿者，他们主要聚集在奥尔良地区的卢瓦尔河上，到1870年9月底，已经聚集大约60,000人。
普鲁士军团为了确保围攻巴黎的行动顺利，在1870年10月上旬，将普鲁士第22师，第17师和几个骑兵部队一起组成巴伐利亚第一军团，目的是征服奥尔良。

## 战役过程

### 第一次奥尔良战役
在阿尔特奈战役结束后，法军撤退到奥尔良，巴伐利亚第一军团随着与法军的守卫部队进行激烈的战斗，该城市于1870年10月11日被普军征服，普军对此损失了60名军官和1200名士兵，大约3000名法国士兵被俘虏。巴伐利亚第一军团领了这座城市后，普鲁士军团则进一步围困了巴黎，并占领附近的沙托丹和沙特尔两个城市，普军这些占领行动可以在早期阶段响应并救援奥尔良的部队。 
法军新组建的卢瓦尔军队一直在奥尔良地区停留到11月，并已发展到200,000名士兵。11月7日，这支部队的一部分被普军发现在奥尔良以东，巴伐利亚第一军团的大部分部队离开城市，在库尔米耶与法军对战。1870年11月9日，法军在库尔米耶战役中击败巴伐利亚第一军团后，逼使驻扎在奥尔良的普军部队不得不迅速撤离，大约800至1,000名巴伐利亚军团士兵被俘。
法军没有立即利用在库尔米耶的胜利来解救巴黎，而是首先改善志愿军的组织和培训工作。普鲁士则怀疑法军在勒芒地区聚集军力，并朝着这个方向前进。为此，在图尔和围困斯特拉斯堡的战役结束后，所有部队被调弗里德里希·弗朗茨二世公爵的指挥下。但这一调动并没有为后续的行动展开激烈的战斗，而是展开了许多不正规的小型战斗与游击战，同时，部署在奥尔良和巴黎之间的普军部队处于防御状态。
1870年11月24日，法国国防政府在讨论是否继续普法战争的会议中，决定向巴黎进军的普鲁士军团展开攻势。同一时期，普鲁士第2军团的部队刚刚抵达巴黎以南地区，法军的各个部队在沿着约80公里长的卢瓦尔河上展开攻势，弗里德里希公爵率领的军团也从勒芒撤离，改向奥尔良方向前进。1870年11月28日，在博讷拉罗朗德战役中，法国的右翼攻势被制止。接着在12月1日在维勒皮永（Villepion）进行战斗后，卢瓦尔军团在12月2日的卢瓦尼拉巴塔耶战役的进攻中遭受重大挫败，不得不撤向奥尔良。

### 第二次奥尔良战役

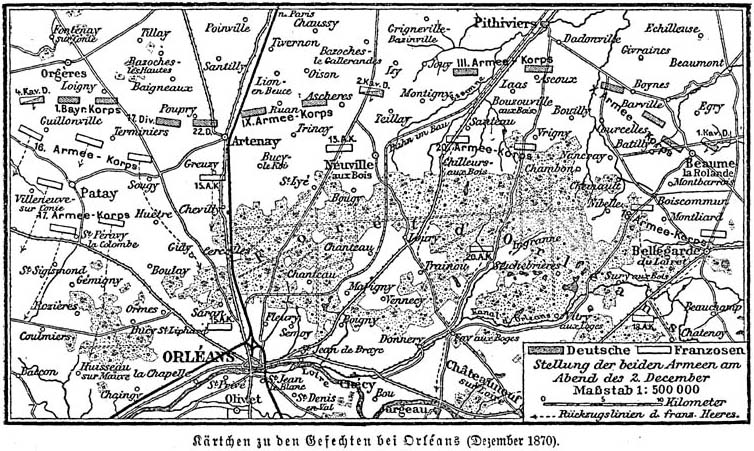
奥尔良战役地图

1870年12月3日，奥尔良地区的普鲁士普魯士的腓特烈·卡爾 (1828-1885)亲王的第2军团开始全面进攻。普鲁士第2军团大约有80,000人，其中约30,000人参与了对奥尔良的直接战斗。卢瓦尔军团总共有将近20万人，在奥尔良地区，法军部署了大约80,000名法国士兵。但是，由于在卢瓦尔河上的战斗分成数个战区，法军的各个军团之间也相距甚远，以至于并非每个军团都参与了同一场战斗。
普军从图里朝着奥尔良的推进中，在南方的阿尔特奈和舍维伊与法军展开激战，当中在阿尔特奈城镇的周围的战斗尤其激烈，普军在经过长时间的炮战后，于12月3日下午才攻取了阿尔特奈。法军经历这些战斗，退回到了奥尔良的地区重整，普鲁士第2军团立刻对这支法军展开攻击，与法国第18军和第11军战斗。12月3日的战斗特别影响到法军的实力，使受影响的军团遭受了重大损失，其他军团也在前几天的战斗中也遭受了惨重损失，无法再进行攻击。尽管如此，法国在图尔的指挥部禁止进一步后退，认为奥尔良可以作为法国反攻的聚集点。
12月4日，普军继续对奥尔良展开袭击，尽管普军有几次袭击，但仍无法占领法军在吉迪镇和塞科提斯镇之间匆忙建立的防线。法军随着对普军进行几次反击行动，但是，由于法军的军团沒有统一的指挥官，在协同作战的效率上很差，加上对由后备士兵和平民临时组成的法国卢瓦尔军团来说，当中许多人都是在训练不足和没有实战经验的情况下参与严峻的战斗，在战斗开始后，就有不少人抛弃武器逃走。在12月4日，弗里德里希·弗朗茨二世率领的普军军团对从卢瓦尼拉巴塔耶战役中撤退的法军展开多次袭击和包围，使法军处于危急状况。法军总司令奥雷勒·德·帕拉迪纳随着下令所有卢瓦尔军团撤出奥尔良，但在荒乱的撤退中，卢瓦尔军团各个军队之间失去了联系。
普鲁士军团的右翼部队由巴伐利亚军团组成，该军团自第一次占领奥尔良到11月9日库尔米耶战役被击败后，一直在奥尔良地区与法军作战。巴伐利亚军团在之前的战役遭受了惨重损失，几乎无法积极进行战斗，只能侧重保护普军右翼的安全，但是，巴伐利亚军团的第2骑兵师却成功在开阔的地带进攻撤退的法军。
法军的撤军很快就引起其他部队的恐慌，只有法国第15军仍然在奥尔良作战。在城市外的法军部队持续不断遭遇普军的封锁和袭击后，已明显无法撤退到奥尔良市内，法军的其它军团被迫向奥尔良东部撤退。正在奥尔良市内驻守的法军得知其他部队撤退后，也开始撤出了奥尔良。
当12月4日夜幕降临时，路德维希·冯德坦恩-拉特扎姆豪森将军指挥的巴伐利亚军团已不能在当天进入奥尔良城内，因此，普军总司令腓特烈·卡爾下达了停止前进和战斗的命令。然而不久之后，弗里德里希·弗朗茨二世挥下的第3骑兵师进入奥尔良城内，开始收拾法军留下的军需物资，当中包括许多为防御目的而建造的重型火炮。

## 结果
法国对包围巴黎的普鲁士军团进攻袭击的计划最终因失去奥尔良而失败。法军从卢瓦尼拉巴塔耶撤出后随着展开夺回奥尔良的行动，但一直遭到普军的追击，因此不得不下令撤退。当卢瓦尔军团从奥尔良撤退时，法军分成了三个军团，在总司令奥雷勒·德·帕拉迪纳的指挥下，法军向东南方向撤退到布尔日，普鲁士军团与撤退的法军保持了很长的距离，使普军的指挥官很快就失去这三个军团的下落信息。
12月8日，卢瓦尔军团分成了两个部份，其中一部分组成了东方军团，由夏尔-德尼·布尔巴基指挥，负责对包围贝尔福的普军展开攻势。这支军队最终在解放贝尔福的埃里库尔战役中普军被击败，随后被推进瑞士边境，约87,000人被拘禁在当地。
剩下的法国第16、第17和第21军在安托万·尚齐的指挥下组建了卢瓦尔第二军团，后者在一系列的会战中，于1871年1月12日的勒芒战役中被普鲁士击败。奥尔良一直被普鲁士占领，直到法国与德意志帝国签署和平协议为止。